# Dolios
Dolios (altgriechisch Δολίος Dolíos) ist in der griechischen Mythologie ein alter Sklave der Penelope, der sie als Hochzeitsgeschenk ihres Vaters nach Ithaka begleitete und ihr dort den Garten betreute. Mit seinen sechs Brüdern wohnte er auf dem Gut des Laërtes.
Samt seinen Söhnen von seiner Frau von der Feldarbeit nach Hause gerufen, begrüßt Dolios den heimgekehrten Odysseus freudig. Als die Verwandten der von Odysseus getöteten Freier sich näherten, bewaffneten sich er, seine Söhne sowie Laërtes und unterstützten Odysseus im Kampf gegen die angerückten Feinde.
Dolios ist auch der Vater der treulosen Dienerin der Penelope, Melantho, die den Freiern Penelopes kleines Geheimnis, das mit ihren Webarbeiten verbunden war, verriet. Einer seiner Söhne ist der Ziegenhirt Melanthios.